# گیاه‌پالایی

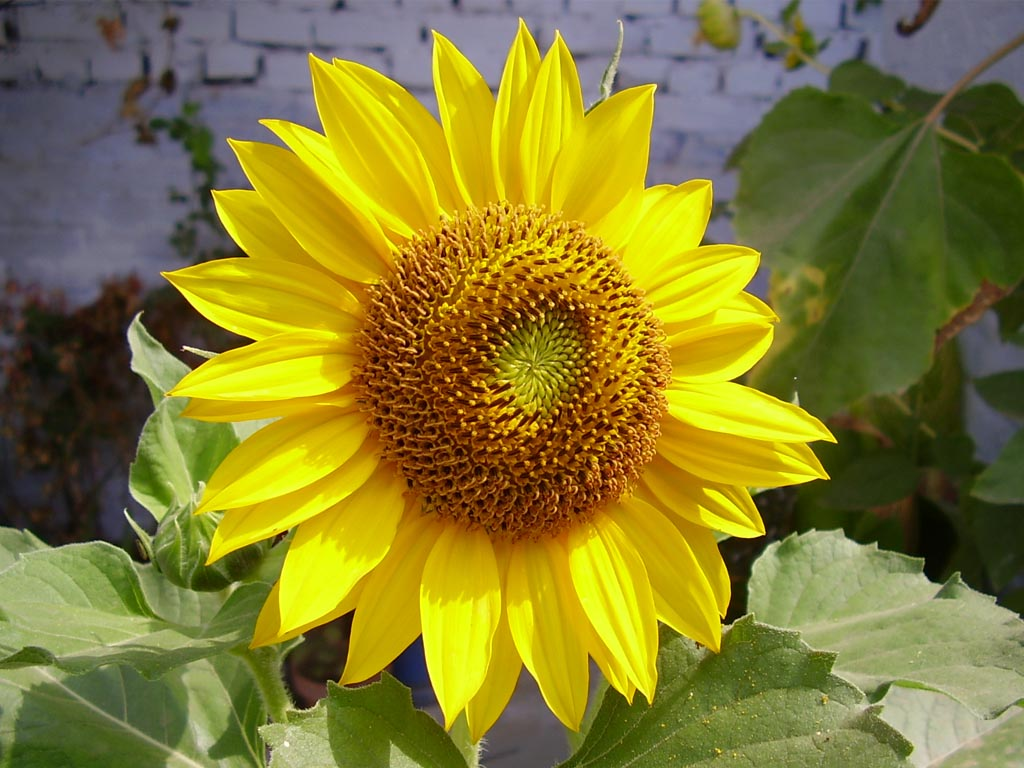
گل آفتابگردان یکی از گیاهان مورد استفاده برای حذف سرب و کادمیوم و دارای پتانسیل بالایی برای گیاه‌پالایی است.

گیاه‌پالایی (به انگلیسی: Phytoremediation)، تکنیک پالایشی است که شامل جذب، تغییر شکل، تجمع یا تصعید آلاینده‌ها با کمک گیاهان برای زدودن آلودگی‌های آب، خاک و هوا است. این روش را برای زدودن آلودگی‌های نفتی نیز بکار می‌برند.
گیاه‌پالایی فناوری جدیدی است که در آن از گیاهان مقاوم برای حذف یا کاهش غلظت آلاینده‌های آلی، معدنی و ترکیبات خطرناک محیط زیست از جمله فلزات سنگین، مواد نفتی و علف‌کش‌ها استفاده می‌شود (۱۲). امروزه استفاده از گیاهان سبز براساس توانایی فوق‌العاده آن‌ها در انباشت عناصر (فراانباشتگر) و حذف ترکیبات مضر از محیط و متابولیزه کردن آن‌ها به ملکول‌های متنوع، کاربرد فراوان دارد. فلزات سنگین و آلودگی‌های آلی، اهداف اصلی گیاه‌پالایی هستند.

## مقدمه
آلودگی خاک‌ها به فلزات سنگین از مهم‌ترین موضوعات و مباحث چالش‌برانگیز در جهان امروز است. باید به این موضوع توجه نمود که همه عناصر به‌طور طبیعی در خاک وجود دارند و غلظت طبیعی آنها در خاک به عوامل زمین‌شناسی و جغرافیایی بستگی دارد. فرایندهایی طبیعی مانند خاک‌سازی و هوازدگی سنگ بستر باعث افزایش تدریجی غلظت عناصر مختلف در خاک می‌گردد.
بشر با فعالیت‌های صنعتی بی‌رویه و بدون رعایت موازین زیست‌محیطی منجر به آلودگی محیط زیست به انواع مختلف فلزات سنگین، مواد رادیو اکتیو، مواد شیمیایی و مواد آلی مختلف گردیده است و لزوم پاکسازی محیط از این آلودگی‌ها به‌منظور بهره‌برداری پایدار و طولانی مدت از محیط ضروری می‌باشد. پاکسازی محیط با روش‌های مهندسی مرسوم بسیار پر هزینه و قابل اجرا در سطح کوچک می‌باشد و بدین علت لزوم به‌کارگیری روش پالایشی مناسب احساس می‌شود. لازم است ذکر شود که برخی از فلزات سنگین در غلظت‌های پایین برای گیاهان مواد غذایی محسوب می‌شوند لیکن تمام فلزات سنگین در غلظت‌های بالا برای گیاهان سمیت ایجاد می‌نمایند ()
زیست‌پالایی تکنولوژی استفاده از ویژگی‌های رشد ریزجاندارها (باکتریها و قارچها) یا گیاهان به منظور تسریع تجزیه، تغییر مواد آلی یا معدنی در مناطقی که دارای غلظت زیاد از ماده مورد نظر است، می‌باشد.
در این راستا گیاه‌پالایی
1. ↑  ارزیابی گیاه پالایی اقاقیا در خاک‌های آلوده به نفت خام با تأکید بر برخی فلزات سنگین

به معنای استفاده از سیستم‌های متکی بر گیاهان به منظور حذف، تجزیه یا تثبیت مواد آلاینده از آب و خاک یا کاهش خطرات آلاینده‌های محیط زیست نظیر فلزات سنگین یا سمی (آرسنیک، مس، روی، جیوه، کادمیوم)، مواد نفتی، مواد رادیواکتیو و مواد شیمیایی که به فرم غیررسمی تبدیل می‌شوند به کار برده می‌شود..
کاهش این مواد بر اثر تجزیه یا تغییر شکل توسط گیاهان، موجب کاهش آلایندگی محیط می‌گردد. انرژی لازم برای این فرایند توسط نور خورشید تأمین می‌گردد بنابراین یکی از کم هزینه‌ترین روش‌های حذف مواد آلاینده محسوب می‌گردد. این روش در مورد مناطقی با شدت آلودگی کم تا متوسط مورد استفاده قرار می‌گیرد. در این شیوه پاکسازی خاک در محدوده رویش ریشه و تارهای کشنده صورت می‌گیرد. حذف فلزات سنگین با گیاهان

## تکنیک گیاه‌پالایی
گیاه پالایی با استفاده از مهندسی گیاهان سبز شامل گونه‌های علفی و چوبی برای برداشت مواد آلاینده از آب و خاک یا کاهش خطرات آلاینده‌های محیط زیست نظیر فلزات سنگین، عناصر کمیاب، ترکیبات آلی و مواد رادیواکتیو به کار برده می‌شود.
مهم‌ترین ترکیبات معدنی آلاینده، فلزات سنگین بوده و ریزجاندارهای خاک قادر به تجزیه آلاینده‌های آلی هستند، اما برای تجزیه میکروبی فلزات نیاز به آلی شدن یا تغییرات فلزی آن‌ها وجود دارد که امروزه از گیاهان برای این بخش استفاده می‌شود.
اگرچه دغدغه دیگر برای کارشناسان، نحوه استفاده از گیاهانی است که به این شکل آلوده می‌شوند، اما راهکار تولید انرژی به عنوان یکی از ضروری‌ترین بخش‌های زندگی امروز، دریچه دیگری را برای دانشمندان باز کرد.
از دیدگاه جهانی، پس از آب و هوا، پوسته خاک، سومین جزء عمده محیط زیست انسان تلقی می‌شود.
خاک علاوه بر این‌که پایگاه موجودات خشکی‌زی، به ویژه جوامع انسانی است، محیط منحصربه‌فردی برای زندگی انواع حیات به‌خصوص گیاهان به‌شمار می‌رود. برخلاف آب و هوا، آلودگی خاک از نظر ترکیب شیمیایی به آسانی قابل اندازه‌گیری نبوده و یک خاک پاک یا خالص تعریف‌پذیر نیست بنابراین ناگزیریم مسائل بالقوه آلودگی خاک را در چارچوب پیش‌بینی خطرات و صدمات احتمالی در کارکرد خاک مطالعه کنیم.
با توسعه طرح‌های انسان ساخت و آلوده شدن خاک‌ها به وسیله فلزات سنگین، ساختار خاک برای رشد و توسعه گیاهان مسموم و خطرناک می‌شود و تنوع زیستی خاک را نیز بهم می‌ریزد.
در روش گیاه پالایی، گیاهان بر اساس مکانیسم جذب طبقه‌بندی و آلودگی خاک به فلزات سنگین به کمک روش‌های شیمیایی، فیزیکی و بیولوژیکی کاهش داده می‌شود.
بر اساس تحقیقات دفتر بررسی آلودگی آب و خاک سازمان حفاظت محیط زیست، رفع آلودگی خاک معمولاً با ۲ روش خارج از محل و در محل صورت می‌گیرد. در روش خارج از محل، خاک آلوده به مکان دیگری انتقال یافته و پس از رفع آلودگی به مکان اولیه برگردانده می‌شود. در روش دیگر که نیاز به جابه‌جایی و انتقال ندارد آلاینده‌ها با آلی شدن، از قابلیت جذب زیستی آن‌ها کاسته می‌شود.
برای کاهش آلودگی آلاینده‌های معدنی در خاک می‌توان از روش‌های آلی کردن، کمپلکس کردن و افزایش خاک به وسیلهٔ آهک استفاده کرد اما بیشتر این روش‌ها گران بوده و سبب تخریب محیط زیست می‌شوند.
در فناوری استفاده از گیاهان با عنوان گیاه پالایی، از گیاهان سبز و ارتباط آن‌ها با ریزجاندارهای خاک برای کاهش آلودگی خاک و آب‌های زیرزمینی استفاده می‌شود. این فناوری می‌تواند برای رفع هر دو نوع آلاینده خاک یعنی معدنی و آلی به کار رود.
بررسی‌ها نشان می‌دهد کاربرد تکنیک‌های فیزیکوشیمیایی، سبب از میان رفتن ریزجاندارهای مفید خاک مانند تثبیت‌کننده‌های نیتروژن همزیستی قارچ‌ریشه می‌شود که در نتیجه فعالیت‌های بیولوژیکی خاک را ضعیف می‌کند و در مقایسه با تکنیک گیاه پالایی، بسیار هزینه‌بر است.
در روش پاک‌سازی ریشه، از گیاهان خاکی و آبی استفاده می‌شود که آلاینده‌های منابع آبی آلوده با غلظت کمتر در ریشه‌هایشان تغلیظ یا رسوب می‌کنند که این روش به‌خصوص برای فاضلاب‌های صنعتی، رواناب کشاورزی یا فاضلاب معادن اسیدی کاربرد دارد و برای فلزاتی مانند سرب، کادمیم، مس، نیکل، روی و کروم مناسب است.
گیاهانی مانند خردل هندی، آفتابگردان، تنباکو، چاودار و ذرت دارای این توانایی هستند. آن‌ها دارای قدرت جذب سرب از فاضلاب هستند که در این میان، آفتابگردان بیشترین قدرت و توانایی را دارد.
در روش دیگری با استفاده از قدرت ریشه، محدودکردن تحرک و قابلیت دسترسی آلاینده‌ها در خاک صورت می‌گیرد.
این روش معمولاً برای کاهش آلودگی در خاک، رسوب و لجن استفاده می‌شود و از طریق جذب، رسوب، کمپلکس یا کاهش ظرفیت انجام می‌پذیرد.
در روش تبخیر گیاهی، گیاهان، آلاینده‌ها را از خاک جذب و سپس به بخار تبدیل کرده و با عمل تعرق به جو انتقال می‌دهند. این روش در درختان در حال رشد برای جذب آلاینده‌های آلی و معدنی کاربرد دارد.
در روش دیگری که به نام کاهش گیاهی معروف است، گیاه با متابولیسم خود از طریق انتقال، تجزیه، تثبیت و تصعید ترکیبات آلاینده به برطرف کردن آلودگی از خاک و آب‌های زیرزمینی کمک می‌کند. در این روش، ترکیبات آلی به مولکول‌های ساده‌تر شکسته شده که می‌تواند به درون بافت گیاه وارد شوند.
بررسی‌ها نشان داده است گیاهان دارای آنزیم‌هایی هستند که می‌توانند پسماند حاصل از حلال‌های کلرینات مانند تری‌کلرو اتیلن و حشره‌کش‌های دیگر را تجزیه کند.

## فلزات سنگین و دسترسی آن‌ها در خاک
فلزات سنگین، عناصری با وزن اتمی ۵۴/۶۳ تا ۵۹/۲۰۰ و وزن مخصوص بیشتر از ۴ هستند. برخی از فلزات سنگین به مقدار کم مورد نیاز جاندارهای زنده هستند؛ هر چند افزایش بیش از حد همین فلزات سنگین ضروری می‌تواند برای جاندارها مضر باشد.
فلزات سنگین غیرضروری شامل آرسنیک، آنتیمونی، کادمیم، کرم جیوه، و سرب است که این فلزات در رابطه با آلودگی خاک و آب‌های سطحی بسیار مهم هستند و مورد توجه علم گیاه پالایی قرار می‌گیرند.

## واکنش گیاهان به فلزات سنگین
گیاهان۳ راهبرد پایه برای رشد در خاک‌های آلوده به فلزات سنگین دارند. گونه‌هایی که از ورود فلزات به بخش‌های هوایی خود جلوگیری کرده یا غلظت فلزات را در خاک پایین نگه می‌دارند، گونه‌هایی که فلزات را در اندام‌های هوایی خود تجمع داده و دوباره به خاک برمی‌گرداند و گیاهانی که می‌توانند فلزات را در اندام‌های هوایی خود تغلیظ کرده به‌طوری‌که چندین برابر غلظت فلز در خاک شود و گیاهانی که غلظت بالایی از آلاینده‌ها را جذب کرده و در ریشه، ساقه یا برگ‌هایشان تغلیظ می‌کنند.

## کاربرد مهندسی ژنتیک برای بهبود گیاه پالایی
در این تکنیک با استفاده از تنوع ژنتیکی موجود در داخل هر گونه و تحریک خصوصیات ژنتیکی گونه‌ها می‌توان تحمل گونه را نسبت به فلزات آلاینده محیط افزایش داد. بررسی‌ها نشان داده است تولید گیاهان با پتانسیل بالای گیاه پالایی و تولید بیومس در بهبود روش گیاه پالایی مؤثر است و تلقیح ژنهای مؤثر در تجمع فلزات به گیاهانی که بلندتر از گیاهان طبیعی هستند سبب افزایش تولید بیومس نهایی می‌شود.
برخی روش‌های گیاه پالایی محدودیت‌هایی دارد؛ به عنوان مثال در نوعی از این روش، گیاه پالایی در محدوده ۳ فوت از سطح خاک و حداکثر ۶۰ فوت از آب‌های زیرزمینی مؤثر است. این روش برای مکان‌هایی که غلظت آلودگی در آن‌ها پایین تا متوسط است در سطح وسیع به کار برده می‌شود و شدیداً وابسته به اسیدیته خاک است.
نتایج به دست آمده از تحقیقات دانشمندان حاکی از آن است که اسیدی کردن خاک، قابلیت دسترسی فلزات را به مقدار زیادی افزایش می‌دهد. البته ممکن است اسیدی کردن خاک، تأثیرات منفی دربرداشته باشد. برای مثال افزایش حلالیت برخی فلزات سمی و شستشوی آن‌ها به آب‌های زیرزمینی سبب بروز خطرات زیست‌محیطی می‌شود که باید تحت کنترل و شرایط ویژه صورت گیرد.
مصرف تولیدات گیاه پالایی
یکی از موانع اجرای تجاری گیاه پالایی، چگونگی مصرف گیاهان آلوده است. پس از برداشت، آلودگی خاک توسط گیاه کاهش یافته، اما مقدار زیادی بیومس خطرناک تولید شده است.
بررسی‌ها نشان می‌دهد تولید کمپوست و متراکم کردن، ۲ روشی است که برای مدیریت بیومس گیاهان آلوده توسط بسیاری از محققان پیشنهاد شد، اما بهترین روش برای مصرف زیست‌توده‌های تولید شده توسط گیاه پالایی، تغییر و تبدیلات گرماشیمیایی است که در این روش بیومس به عنوان یک منبع انرژی مصرف تجاری دارد.
این بیومس شامل کربن، هیدروژن و اکسیژن است که با عنوان هیدروکربنهای اکسیژنه شناخته می‌شود.
جزء اصلی گیاه‌توده لیگنین، همی سلولز، سلولز، مواد معدنی و خاکستر است که دارای مقادیر بالایی رطوبت، مواد آلی فرار و جرم مخصوص ظاهری هستند، اما ارزش گرمایی پایینی دارند. درصد این اجزاء از گونه‌ای به گونه دیگر متفاوت است که مدیریت این حجم از مواد زاید بسیار مشکل بوده و نیاز به کاهش حجم دارد.

## تولید انرژی
سوزاندن و تولید گاز از روش‌های مهم برای تولید انرژی گرمایی و الکتریکی است که می‌توان از گیاهان آلوده استخراج شوند. بازیافت این انرژی از بیومس به وسیله سوزاندن یا تولید گاز می‌تواند ارزش اقتصادی داشته باشد؛ زیرا آن را نمی‌توان به عنوان علوفه یا کود مصرف کرد.
سوزاندن روش ساده‌ای است اما باید تحت موقعیت‌های کنترل شده باشد. در این روش حجم بیومس ۲ تا ۵ درصد کاهش یافته و خاکستر را می‌توان به‌طور مناسبی مصرف کرد.
تحقیقات نشان داده است سوزاندن پسماندهای خطرناک حامل فلزات در فضای باز صحیح نیست، زیرا گازهای آزاد شده به محیط ممکن است مضر باشد، چرا که به این ترتیب تنها حجم کاهش می‌یابد و گرمای تولید شده نیز به هدر می‌رود.
تحقیقات دفتر بررسی آلودگی آب و خاک سازمان حفاظت محیط زیست نشان می‌دهد، تولید گاز یکی از موارد کنترل بیومس است که از طریق مجموعه‌ای از تغییرات شیمیایی گازهای احتراقی پاک با بازده گرمایی بالا تولید می‌شود. به این ترکیب گازی، گاز پیرو گفته می‌شود که می‌توان برای تولید انرژی گرمایی و الکتریکی آن را سوزاند.
تولید گاز در یک مبدل گازی، طی مراحل پیچیده خشک کردن، حرارت دادن، تجزیه گرمایی و واکنش‌های شیمیایی احتراق انجام می‌شود که به‌طور هم‌زمان اتفاق می‌افتد.
محققان گزارش کرده‌اند پیرولیز یک روش نو برای مدیریت مواد زاید شهری است که امکان دارد بتوان از آن برای مدیریت بیومس گیاهان آلوده استفاده کرد. پیرولیز مواد را تحت موقعیت‌های غیرهوازی تجزیه می‌کند و هیچ انتشاری به هوا ندارد.
به این ترتیب، فلزات سنگین در کک باقی می‌مانند که می‌تواند در کوره ذوب استفاده شود. اگرچه هزینه بالای تأسیس و مراحل عملیات فاکتور محدودکننده است، اما اگر فقط برای گیاه استفاده شود می‌تواند برای گیاهان آلاینده و مواد زاید شهری مناسب باشد.
محققان بر گونه‌های گیاهی با بیومس بالا تحقیق کرده و نشان دادند این روش نتایج مثبتی می‌تواند به همراه داشته باشد و فواید زیست‌محیطی مؤثری نیز خواهد داشت.

## رفع آلودگی‌های نفتی
آلودگی‌های نفتی یک پیامد اجتناب‌ناپذیر از افزایش سریع جمعیت و فرایند صنعتی شدن است که به دنبال آن آلودگی خاک توسط مواد هیدروکربنه نفتی به شکل وسیع در اطراف تأسیسات اکتشاف و پالایش و به شکل موضعی در مسیرهای انتقال این مواد در سطح استان‌های نفت‌خیز جنوبی کشور قابل مشاهده است.
علاوه بر انتشار مستقیم این آلاینده‌ها، غبارات حاصل از سوخت گازهای همراه نفت، طی سالیان متمادی توانسته مواد سمی و مضری به خاک‌های منطقه اضافه کند.
وجود این آلاینده‌ها در محیط زیست علاوه بر تأثیر گسترده بر اکوسیستم منطقه، با گذشت زمان و ورود به چرخه غذایی، به جوامع انسانی نیز راه می‌یابند و به این ترتیب سلامت انسان‌ها را تهدید می‌کنند.
در حال حاضر نیاز به جلوگیری از گسترش این آلودگی‌ها و همین‌طور پاکسازی مناطق آلوده شده به‌شدت احساس می‌شود. برای این منظور می‌توان از روش‌های مختلفی بهره گرفت. یکی از این روش‌ها گیاه پالایی است که از گیاهان و ریزجاندارهای همراه آن‌ها جهت پاکسازی محیط‌های آلوده (خاک، آب) بهره می‌گیرد.
در حقیقت گیاه پالایی با استفاده از دخالت‌های انسانی از جمله فناوری کشاورزی (شخم زدن، کود دادن و) باعث ایجاد شرایط مناسب برای رشد و استقرار گیاه و افزایش فعالیت‌های طبیعی پاکسازی می‌شود. بزرگ‌ترین مزیت این روش نسبت به سایر روش‌ها، ارزان بودن و سادگی آن است. در این روش، انتخاب گیاه مناسب از اهمیت ویژه‌ای برخوردار است که به شرایط اقلیمی منطقه، نوع و میزان آلودگی خاک بستگی دارد.